# Флаг Семилук
Флаг городского поселения — город Семилу́ки Семилукского муниципального района Воронежской области Российской Федерации — опознавательно-правовой знак, служащий официальным символом муниципального образования.
Флаг утверждён 16 октября 2008 года решением Совета народных депутатов городского поселения — город Семилуки № 243 и 11 декабря 2008 года внесён в Государственный геральдический регистр Российской Федерации с присвоением регистрационного номера 4532.

## Описание
«Прямоугольное голубое полотнище с соотношением сторон 2:3, несущее вдоль нижнего края белую волнистую полосу (по верхнему краю которой пролегают соответственно изогнутые белая и серая узкие полосы в 1/30 ширины полотнища каждая) и вплотную к большой полосе — изображение пирамиды, сложенной из красных кирпичей, верхний ряд кирпичей — жёлтый. Габаритная ширина большой полосы — 1/3 от ширины полотнища».

## Обоснование символики
Флаг городского поселения — город Семилуки составлен на основе герба.
Город Семилуки расположен в северо-западной части Воронежской области. С построением в 80-х годах XVI века сторожевой крепости Воронеж, Семилукская земля стала интенсивно осваиваться и заселяться. Уже в конце XVI века появились села: Семилуки, Ендовище, Губарево, а чуть позже — Девица, Старый Ольшан, Медвежье и другие.
Название Семилуки вероятно произошло от слов «изгиб, кривизна, излучина, поворот реки». Волнистая полоса отражает название города и одновременно реку Дон.
Город Семилуки — центр Семилукского муниципального района — возник в 1926 году в связи с началом строительства огнеупорного завода. Станция на железнодорожной линии Воронеж—Курск, а затем и город получили название по расположенному рядом старинному селу Семилуки. Пирамида из красных и жёлтых кирпичей символизирует ведущее предприятие района «ОАО Семилукский огнеупорный завод», одним из основных видов продукции которого является кирпич разных марок, что отражено красными и жёлтыми кирпичами.
Жёлтый цвет (золото) — символ богатства, уважения, интеллекта, стабильности.
Белый цвет (серебро) — символ мира, взаимопонимания, чистоты.
Красный цвет — символ труда, мужества, красоты, праздника.
Голубой цвет (лазурь) — символ возвышенных устремлений, мышления, искренности и добродетели.